# Мосякин, Сергей Леонидович
Сергей Леонидович Мосякин (30 ноября 1961, Киев) — советский и украинский ботаник, доктор биологических наук (2004), профессор (2006), член-корреспондент НАН Украины (2012).

## Биография
Родился 30 ноября 1961 г. в Киеве.
С 1978 по 1983 учился в Киевском государственном педагогическом институте имени А. М. Горького (теперь — Национальный педагогический университет имени Михаила Драгоманова по специальности биология и иностранный язык.
После окончания института поступил в аспирантуру Института ботаники имени Н. Г. Холодного НАН Украины.
С 1988 по 1991 — младший научный сотрудник, с 1991 — заведующий отделом систематики и флористики сосудистых растений, с декабря 2008 г. — директор этого института.

## Научная деятельность
Научные интересы связаны с таксономией сосудистых растений, флористикой, исторической фитогеографией, эволюционной палиноморфологией и палеоботаникой.
Среди наиболее значимых научных достижений С. Л Мосякина — основные таксономические обработки представителей семей лебедовые (Chenopodiaceae), амарантовые (Amaranthaceae), гречишные (Polygonaceae), злаки (Poaceae), сложноцветные (Asteraceae) для флор Европы, Северной Америки, Азии, а также на общемировом уровне. Тем не менее, его взгляды и таксономические обработки, включая новые комбинации, постоянно подвергаются критике со стороны учёных.
Автор более ста номенклатурно-таксономических новаций (новых таксонов и номенклатурных комбинаций), оригинальных историко-биогеографических концепций и гипотез, в том числе миграционной концепции происхождения сосудистых растений Антарктики, теоретических обобщений по вопросам филогенетической систематики, флористики, исторической биогеографии, эволюционно-палиноморфологеских и палеоботанических работ, включая реконструкции филогенетического развития и расселения представителей семейства Chenopodiaceae. Подавляющее большинство комбинаций в дальнейшем сведены в синонимы.
Совершил несколько десятков находок новых для флоры Украины и других территорий.
К весомым научным сочинениям С. Л Мосякина принадлежат оригинальная концепция доместикации растений на основе анализа их жизненных стратегий и анализ современных представлений о проблеме вида и видообразования у растений (на основе анализа фитоэйдологических взглядов М. В. Клокова).
Автор около 200 научных трудов.

## Общественная деятельность
- Главный редактор «Украинского ботанического журнала»;
- вице-президент Украинского ботанического общества;
- член Национальной комиссии по вопросам «Красную книгу»:
- член диссертационный совет защита диссертаций при Институте ботаники имени Н. Г Холодного НАН Украины;
- член специализированного ученого совета по защите диссертаций при Национальном ботаническом саду имени Н. Н. Гришко НАН Украины;
- член Американского ботанического общества;
- член Международной ассоциации систематиков растений и других международных научных обществ;
- участник международных программ и проектов, среди которых:
  - «Flora of North America»,
  - «Flora of China»,
  - «Флора Восточной Европы»,
  - «African Plants Initiative»,
  - «Latin American Plants Initiative» и др;
- основал и развил на Украине конкурс молодых исследователей «Intel ISEF» (International Science and Engineering Fair).

## Награды
- Нагрудный знак «София Русова» (2005 г.);
- Нагрудный знак «Петр Могила» (2008 г.);
- международные дипломы Образовательной академии (англ. Intel ISEF Educator Academy).

## Избранные публикации
- Bezusko L. G., Mosyakin S. L., Bezusko A. G. Flora and vegetation of the Ovruch Ridge (N Ukraine) in early medieval times (by palynological data) // Quaternary International. — 2009. — 203(1-2). — P. 120—128.
- Mosyakin S. L., Clemants S. E. Further transfers of glandular-pubescent species from Chenopodium subg. Ambrosia to Dysphania (Chenopodiaceae) // J. Bot. Res. Inst. Texas. — 2008. — 2(1). — P. 425—431.
- Мосякин С. Л Вид и видообразование у растений: фитоэйдологические взгляды Н.  Клокова и современность. — Киев: Институт ботаники им. Н. Г Холодного НАН Украины, 2008. — 72 c.
- Mosyakin S. L., Bezusko L. G., Mosyakin A. S. Origins of native vascular plants of Antarctica: comments from a historical phytogeography viewpoint // Cytology and Genetics — 2007. — 41(5). — P. 308—316.
- Мосякин С. Л Жизненные стратегии диких предков культурных растений как предпосылки доместикации // Ботаника и микология: современные горизонты. Памяти академика А. Н. Гродзинского (1926—1988). — Киев: Академпериодика, 2007. — С. 150—168.
- Ryan F. J., Mosyakin S. L., Pitcairn M. J. Molecular comparisons of Salsolatragus from California and Ukraine // Can. J. Bot. — 2007. — 85(2). — P. 224—229.
- Мосякин С. Л., Буюн Л.  Современные взгляды на філогенію и положение семьи Orchidaceae Juss. в системе однодольных растений // Интродукция растений. — 2006. — № 2. — С. 3-14.
- Мосякин С. Л., Безусько Л. Г Мосякин А. С. Реликты, рефугіуми и миграционные пути растений Европы в плейстоцени — голоцен: краткий обзор філогеографічних показаний // Укр. ботан. журн. — 2005. — Т. 62, № 6. — С. 777—789.
- Мосякин С. Л Викариантная и дисперсалистская парадигмы в развитии глобальной исторической фитогеографии // Черноморский ботанический журнал. — 2005. — Т. 1, № 1. — С. 7-18
- Mosyakin S. L. Rumex Linnaeus (Polygonaceae) // Flora of North America north of Mexico / Ed. by FNA Editorial Committee. — New York & Oxford: Oxford University Press, 2005. — Vol. 5. Magnoliophyta: Caryophyllidae, part 2. — P. 489—533.
- Clemants S. E., Mosyakin S. L. Flora of North America north of Mexico: Dysphania R. Brown; Chenopodium Linnaeus (Chenopodiaceae) Flora of North America north of Mexico / Ed. by FNA Editorial Committee. — New York & Oxford: Oxford University Press, 2003. — Vol. 4. Magnoliophyta: Caryophyllidae, part 1. — P. 267—299.
- Mosyakin S. L. Flora of North America north of Mexico: Cycloloma Moquin-Tandon; Bassia Allioni; Kochia Roth; Corispermum Linnaeus; Salsola Linnaeus (Chenopodiaceae) // Ibid. — P. 264—265; 309—321; 398—403.
- Mosyakin S. L., Robertson K. R. Amaranthus Linnaeus (Amaranthaceae) // Ibid. — P. 410—435.
- Zhu Gelin (Chu Ge-ling), Mosyakin S. L., Clemants S. E. Family Chenopodiaceae// Flora of China / Wu Zhengyi & P. H. Raven (eds.). — Vol. 5 (Ulmaceae through Basellaceae). Beijing: Science Press & St Louis: Missouri Botanical Garden Press, 2003. — P. 351—414.
- Li Anjen, Bao Bojian, Grabovskaya-Borodina A. E., Hong Suk-pyo, McNeill J., Mosyakin S. L., H. Ohba, Park Chong-wook. Family Polygonaceae // Ibid. — P. 277—350.
- Mosyakin S. L., Clemants S. E. New nomenclatural combinations in Dysphania R. Br. (Chenopodiaceae): taxa occurring in North America // Укр. бот. журн.- 2002. — 59, № 4. — С. 380—385.
- Протопопова В. В., Мосякин С. Л., Шевера М.  Фітоінвазії в Украине как угроза биоразнообразию: современное состояние и задачи на будущее. К.: Институт ботаники им. М. Г Холодного НАНУ, 2002. — 32 с.
- Shetler S. G., Fet G. N., Mosyakin S. L. (General Scientific Editors). Flora of the USSR. — Vol. XXIII (Bignoniaceae — Valerianaceae) — Enfield, N. H.: Science Publ., Inc. U. S. A., 2000. — xxxv + 733 pp.
- Мосякин С. Л Растения Украины в мировом Красном списке // Укр. ботан. журн. — 1999. — 56, № 1. — C. 79-89.
- Mosyakin S. L., Fedoronchuk M. M. Vascular plants of Ukraine: A nomenclatural checklist. Kiev, 1999. — xxiv + 346 pp.
- Mosyakin S. L., Wagner W. L. Notes on two alien taxa of Rumex L. (Polygonaceae) naturalized in the Hawaiian Islands // Bishop Museum Occasional Papers (Records of the Hawaii Biological Survey for 1997. Part 1). — 1998. — 55: 39-44
- Мосякин С. Л Роды Amaranthus L. (Amaranthaceae), Chenopodium L., Camphorosma L., Bassia All., Kochia Roth, Corispermum L. (Chenopodiaceae). / Флора Восточной Европы (Flora Europae Orientalis). — Санкт-Петербург: Мир и семья-95, 1996. — С. 11-18, 27-44, 57-69.
- Mosyakin S. L. A taxonomic synopsis of the genus Salsola L. (Chenopodiaceae) in North America // Ann. Missouri Bot. Gard. — 1996.- 83(3): 387—395.
- Mosyakin S. L., Robertson K. R. New infrageneric taxa and combinations in Amaranthus L. (Amaranthaceae) // Ann. Bot. Fennici. — 1996. — 33(4): 275—281.
- Mosyakin S. L., Clemants S. E. New infrageneric taxa and combination in Chenopodium L. (Chenopodiaceae) // Novon. — 1996. — 6(4): 398—403.
- Мосякин С. Л Род Cenchrus L. (Poaceae) в Украине: обзор номенклатуры, систематики и современного распространения // Укр. ботан. журн. — 1995. — 52, № 1. — С. 120—126.
- Мосякин С. Л Обзор рода Amaranthus L. (Amaranthaceae) в Украине // Укр. ботан. журн. — 1995. — 52, № 2. — С. 65-74.
- Mosyakin S. L. New taxa of Corispermum L. (Chenopodiaceae), with preliminary comments on taxonomy of the genus in North America // Novon. — 1995. — 5(4): 340—353.